# Lunchbox
«Lunchbox» es una canción del grupo de shock-rock Marilyn Manson grabado en 1994. En este vídeo un pequeño niño sufre de abuso estudiantil, sin embargo, cuando se encuentra solo saca a flote su violencia, así que decide raparse a estilo punk y quemar su lonchera en una pista de patinaje donde se encuentra Marilyn Manson ofreciendo un mini-concierto.
El tema habla sobre un hecho ocurrido en la infancia de Marilyn Manson, cuando este golpeó a un agresor en la escuela con su lonchera de Kiss. Esta canción -según Manson- es una especie de venganza hacia esa gente que lo molestaba en la escuela.
La canción pertenece al primer álbum Portrait of an American Family.